# Auguste Etchécopar
Pour les articles homonymes, voir Etchécopar.
Auguste Etchécopar (Saint-Palais, 30 mai 1830 – Bétharram, 13 avril 1897)  prêtre français, deuxième successeur de Michel Garicoïts à la tête de la Congrégation des Prêtres du Sacré-Cœur de Jésus de Bétharram

## Biographie
Huitième d’une fratrie de 15, Auguste Etchécopar est né à Saint-Palais, bourgade du Pays basque français. Tout jeune, il se sent appelé au sacerdoce ; il étudie dans sa ville natale, puis devient professeur au collège de Saint-Palais tout en faisant son séminaire, comme c’était courant à l’époque. Il est ordonné prêtre à la cathédrale de Bayonne le 10 juin 1854.
Intellectuellement doué, son évêque le dirige vers la Société des Hautes Études d’Oloron, créée dans le but de former une élite de prêtres à qui confier les postes clés du diocèse. Cependant, la Société est rapidement dissoute, et ses membres, à titre individuel, sont admis dans la Société des Prêtres du Sacré-Cœur de Jésus de Bétharram, fondée par le prêtre Michel Garicoïts. C’est ainsi que le 24 octobre 1855, le jeune abbé Auguste Etchécopar prononce ses vœux dans l’Institut de Bétharram.
Deux ans encore, il continue à enseigner au collège Sainte-Croix d’Oloron ; puis le Père Garicoïts l’appelle à Bétharram en juillet 1857, pour occuper la charge de maître des novices. En outre, il deviendra l’ami et le confident du fondateur de Bétharram, lequel disparaît le 14 mai 1863.
Dès lors, le Père Etchécopar passe le restant de sa vie à la maison mère au service direct de la Congrégation, d’abord comme secrétaire du fondateur (1857-1863), puis comme secrétaire général de l’Institut (1863-1873), assistant général du Père Chirou (1873-1874), et enfin troisième supérieur général (1874-1897).
De santé fragile, il alterne les moments d’intense activité et les longues périodes de maladie. L’une d’elles lui sera fatale, le 13 avril 1897. Le chapitre général consécutif à sa mort proclamera le Père Etchécopar « second fondateur » de l’Institut. 

## L'œuvre
D’après ses biographes, la longue présence du Père Etchécopar à la tête de la Congrégation s’articule autour de trois objectifs principaux.
- D’abord, il travaille à obtenir du Saint-Siège l’approbation de la Congrégation et de ses Constitutions. De fait, à la mort du fondateur, Michel Garicoïts, en 1863, la Société des Prêtres du Sacré-Cœur n’était pas encore reconnue par la Curie romaine, en raison des réticences de l’évêque de Bayonne à présenter le nouvel institut. Il fallut de longues démarches pour que le Père Etchécopar reçoive de Mgr Lacroix l’autorisation de soumettre les Constitutions au Saint-Siège, et obtienne de Rome la reconnaissance officielle de l’Institut le 30 juillet 1875, douze ans après la mort du fondateur.
- Une fois obtenue l’approbation romaine, le Père Etchécopar s’est attelé à faire reconnaître par l’Église la sainteté du Père Michel Garicoïts. Il commanda à un religieux de l’Institut, Basilide Bourdenne, une biographie du fondateur ; elle parut en 1878 sous le titre Vie et Lettres du R. P. Michel Garicoïts. Lui-même recueillera et publiera en 1890 une partie des lettres et d’autres écrits du fondateur. De la fin des années 1880 au début des années 1890 se déroulera à Bayonne le procès informatif diocésain, et ce n’est qu’en 1899 (deux ans après la mort du Père Etchécopar) qu’arrivera de Rome le décret d’introduction de la cause de Michel Garicoïts (dont l’Église catholique proclamera la sainteté en 1947).
- Enfin, la troisième priorité du Père Etchécopar fut de consolider la Congrégation et ses œuvres, du point de vue spirituel et matériel. C’est dans ce cadre que s’inscrivent : 
  - sa volumineuse correspondance avec les religieux de l’Institut ;
  - ses voyages à l’étranger, en particulier en Argentine et Uruguay, entre novembre 1891 et mai 1892, ses deux voyages à Bethléem (1891 et 1893), et ses huit voyages à Rome ;
  - la fondation à Bayonne, en 1874, du collège Saint-Louis, et celle de la communauté de Bethléem en 1878.

## La cause de béatification
La cause de béatification du Père Etchécopar démarre relativement tard, en 1935, 38 ans après sa mort, avec le « Procès ordinaire informatif », c’est-à-dire la collecte, dans le diocèse de Bayonne, des témoignages concernant le Père Etchécopar. La cause a été introduite à Rome le 14 décembre 1945 et interrompue en 1964. Ce n’est qu’en 1970 qu’elle fut relancée par la nomination d’un nouveau postulateur.